# Aleksej Andrjunin
Andrej Nikolaevič Andrjunin (in russo Алексей Николаевич Андрюнин?; traslitterazione anglosassone Alexey Nikolayevich Andryunin; Mosca, 18 giugno 1976) è un ex bobbista russo.

## Biografia
Iniziò a gareggiare nel 1998 come frenatore per la squadra nazionale russa. Colse il suo primo podio  in Coppa del Mondo nell'ultima gara della stagione 2000/01, l'11 marzo 2001 a Lake Placid quando si piazzò al 3º posto nel bob a quattro con Evgenij Popov, Pëtr Makarčuk e Sergej Golubev e conquistò la sua prima e unica vittoria in carriera il 16 dicembre 2007 sempre a Lake Placid, stavolta con Aleksandr Zubkov, Filipp Egorov e Aleksej Selivërstov.
Partecipò alle olimpiadi di Salt Lake City 2002 classificandosi al sedicesimo posto nel bob a quattro con l'equipaggio pilotato da Aleksandr Zubkov.
Prese inoltre parte a sei edizioni dei mondiali totalizzando quali migliori risultati l'ottavo posto nel bob a due ottenuto ad Altenberg 2008 in coppia con Evgenij Popov, il decimo nel bob a quattro colto a Calgary 2008 (sempre con Popov alla guida) e il quinto nella competizione a squadre raggiunto a Sankt Moritz 2007.

## Palmarès

### Coppa del Mondo
- 5 podi (tutti nel bob a quattro):
  - 1 vittoria;
  - 1 secondo posto;
  - 3 terzi posti.

#### Coppa del Mondo - vittorie
| Data             | Luogo       | Paese       | Disciplina                                                                   |
| ---------------- | ----------- | ----------- | ---------------------------------------------------------------------------- |
| 16 dicembre 2007 | Lake Placid | Stati Uniti | a quattro con Aleksandr Zubkov (pilota), Aleksej Selivërstov e Filipp Egorov |